# Макдональд Мукансі
Макдональд Мукансі (англ. MacDonald Mukansi, нар. 5 грудня 1975, Боксбург) — південноафриканський футболіст, що грав на позиції нападника.

## Клубна кар'єра
У дорослому футболі дебютував 1997 року виступами за команду клубу «Джомо Космос», в якій провів два сезони, взявши участь у 37 матчах чемпіонату.
Протягом сезону 1998/99 виступав за кіпрський «Еносіс» і в 24 матчах забив 12 голів, ставши найкращим бомбардиром клубу. Хороша форма дозволила південноафриканському футболісту перейти до болгарського «Локомотива» (Софія) влітку 1999 року. З новою командою Мукансі не добився жодного успіху — протягом усіх трьох сезонів клуб перебував у середні таблиці. За «Локомотив» він зіграв в цілому 64 матчі і забив 15 голів, з яких найбільше — 7 — у дебютному сезоні 1999/00.
У 2002 році перебував на перегляді в московському «Спартаку». За «червоно-білих» Мукансі встиг виступити на Кубку Співдружності, однак після турніру з ним було прийнято рішення не підписувати контракт. Натомість гравець повернувся до Болгарії і того ж року перейшов до іншого клубу з Софії — ЦСКА. У сезоні 2002/03 він забив 8 голів і став третім бомбардиром команди після Еміла Гаргорова (14 голів) та Велизара Димитрова (13 ударів) і здобув титул чемпіона Болгарії.
У 2003 році Мукансі повернувся до Південної Африки і став гравцем клубу «Суперспорт Юнайтед», де провів наступний сезон. Після того він знову відправився на Кіпр в «Еносіс», але ще по ходу сезону 2004/05 повернувся на батьківщину, приєднавшись до «Меннінг Рейнджерс». Він зіграв за нього 9 матчів у вищому дивізіоні та забив 2 голи.
У 2005 році футболіст виступав у другому за рівнем російському дивізіоні за хабаровську «СКА-Енергію». Він забив п'ять м'ячів у 21 матчі ліги, після чого знову змінив роботодавця і в сезоні 2006/07 зіграв за два клуби — грецький «Пієрікос» і південноафриканський «АмаЗулу».
З 2007 року один сезон захищав кольори індійського клубу «Іст Бенгал».
Завершив професійну ігрову кар'єру у клубі «Бей Юнайтед», за який виступав протягом 2008—2009 років.

## Виступи за збірну
1999 року дебютував в офіційних матчах у складі національної збірної ПАР. У складі збірної був учасником чемпіонату світу 2002 року в Японії і Південній Кореї. На турнірі Мукансі був запасним гравцем, тому на поле вийшов лише в одному матчі проти Парагваю (2:2), а збірна зайняла третє місце у групі і не вийшла в плей-оф.
Протягом кар'єри у національній команді, яка тривала 4 роки, провів у формі головної команди країни 8 матчів.

## Досягнення
ЦСКА (Софія)
- Чемпіон Болгарії: 2003

Суперспорт Юнайтед
- Володар Кубка Восьми: 2004